# Flugzeugabsturz in Medan 2015
Bei dem Flugzeugabsturz in Medan 2015 stürzte am 30. Juni 2015 eine zur indonesischen Luftwaffe gehörende Lockheed C-130 Hercules ab. Das Flugzeug war etwa zwei Minuten zuvor von der Luftwaffenbasis Soewondo in der indonesischen Provinz Sumatra Utara (Nordsumatra) gestartet. An Bord befanden sich nach letzten Angaben 110 Passagiere und 12 Crew-Mitglieder. Bei den Passagieren handelte es sich um Angehörige des indonesischen Militärs und deren Familienangehörige.

## Hergang
Der Absturz ereignete sich direkt in einem Wohngebiet der Provinzhauptstadt Medan, in der sich der Flughafen befindet. Bei dem Absturz kamen mindestens 20 Personen am Boden ums Leben. Von den 122 Flugzeuginsassen überlebte keiner den Absturz.
Die Unfallursache ist bislang unklar. Ein technisches Problem erscheint möglich, da die Piloten kurz vor dem Absturz per Funk um die Erlaubnis zur Rückkehr zum Flughafen gebeten haben sollen. Da das Flugzeug nicht mit einem Flugschreiber ausgestattet war, stehen den indonesischen Behörden für die Untersuchung nur die Wrackteile und die Flughistorie der Piloten zur Verfügung. Am 1. Juli wurden die gesamte Munition sowie zwei Motoren geborgen und zur Untersuchung nach Jakarta gebracht. Nach dem Unfall wurde Kritik an den überalterten indonesischen Flugzeugen und den mutmaßlich ungenügenden Sicherheitsstandards laut.
Die verunglückte Maschine war eine KC-130B mit dem Kennzeichen A-1310 und der Werknummer 3616, die 1961 fabrikneu geliefert worden war. Die Bezeichnung KC-130B erhielten lediglich zwei indonesische C-130B (T-1309 und T-1310), die mit optional mitführbaren Unterflügelbehältern zur Luftbetankung ausgerüstet wurden.
Der letzte größere Flugunfall in Indonesien hatte sich am 28. Dezember 2014 ereignet (Indonesia-AirAsia-Flug 8501 mit 162 Todesopfern). Am 5. September 2005 war eine Maschine auf dem Mandala-Airlines-Flug 91 ebenfalls im Stadtgebiet von Medan abgestürzt, was ähnlich viele Todesopfer (149) forderte. Aufgrund von Sicherheitsbedenken durften indonesische Fluglinien zwischen 2007 und 2009 keine Flughäfen in der Europäischen Union anfliegen.